# Gary Thompson (calciatore)
Gary Thompson (Vancouver, 9 settembre 1945) è un ex calciatore canadese, di ruolo attaccante.

## Carriera

### Calciatore

#### Club
Si formò con la selezione calcistica dell'università della Columbia Britannica. 
Nel 1974 viene ingaggiato dai neonati Vancouver Whitecaps, franchigia della North American Soccer League. Con i Whitecaps nella stagione d'esordio ottenne il quarto ed ultimo posto della Western Division della North American Soccer League 1974. In questa prima stagione fu titolare inamovibile, mentre nella seguente perse un terzo delle partite a causa di un infortunio. Nella stagione 1976 raggiunse con i suoi i play-off per il titolo, venendo eliminato agli ottavi dai Seattle Sounders. Anche nella stagione seguente raggiunse con i suoi i play-off per il titolo, venendo eliminato nuovamente agli ottavi dai Seattle Sounders.

#### Nazionale
Giocò sette incontri con la nazionale canadese, validi per le qualificazioni al campionato mondiale di calcio 1978. Partecipò al Campionato CONCACAF 1977, chiuso dai nordamericani al quarto posto finale. Nel 1971 partecipò anche ai VI Giochi panamericani con la selezione olimpica, ottenendo il quinto posto finale.

## Statistiche

### Cronologia presenze e reti in nazionale
| Cronologia completa delle presenze e delle reti in nazionale ― Canada | Cronologia completa delle presenze e delle reti in nazionale ― Canada | Cronologia completa delle presenze e delle reti in nazionale ― Canada | Cronologia completa delle presenze e delle reti in nazionale ― Canada | Cronologia completa delle presenze e delle reti in nazionale ― Canada | Cronologia completa delle presenze e delle reti in nazionale ― Canada | Cronologia completa delle presenze e delle reti in nazionale ― Canada | Cronologia completa delle presenze e delle reti in nazionale ― Canada |
| Data                                                                  | Città                                                                 | In casa                                                               | Risultato                                                             | Ospiti                                                                | Competizione                                                          | Reti                                                                  | Note                                                                  |
| --------------------------------------------------------------------- | --------------------------------------------------------------------- | --------------------------------------------------------------------- | --------------------------------------------------------------------- | --------------------------------------------------------------------- | --------------------------------------------------------------------- | --------------------------------------------------------------------- | --------------------------------------------------------------------- |
| 24-09-1976                                                            | Vancouver                                                             | Canada                                                                | 1 – 1                                                                 | Stati Uniti                                                           | Qual. Mondiali 1978                                                   | -                                                                     |                                                                       |
| 10-10-1976                                                            | Vancouver                                                             | Canada                                                                | 1 – 0                                                                 | Messico                                                               | Qual. Mondiali 1978                                                   | -                                                                     |                                                                       |
| 20-10-1976                                                            | Seattle                                                               | Stati Uniti                                                           | 2 – 0                                                                 | Canada                                                                | Qual. Mondiali 1978                                                   | -                                                                     |                                                                       |
| 27-10-1976                                                            | Toluca                                                                | Messico                                                               | 0 – 0                                                                 | Canada                                                                | Qual. Mondiali 1978                                                   | -                                                                     | 9’                                                                    |
| 16-10-1977                                                            | Città del Messico                                                     | Guatemala                                                             | 1 – 2                                                                 | Canada                                                                | Qual. Mondiali 1978                                                   | -                                                                     | 70’                                                                   |
| 20-10-1977                                                            | Monterrey                                                             | Canada                                                                | 1 – 1                                                                 | Haiti                                                                 | Qual. Mondiali 1978                                                   | -                                                                     | 59’                                                                   |
| 22-10-1977                                                            | Monterrey                                                             | Messico                                                               | 3 – 1                                                                 | Canada                                                                | Qual. Mondiali 1978                                                   | -                                                                     |                                                                       |
| Totale                                                                |                                                                       | Presenze                                                              | 7                                                                     |                                                                       | Reti                                                                  | 0                                                                     |                                                                       |